# دون أوين (سياسي)
دون أوين (بالإنجليزية: Don Owen)‏ هو صحفي وسياسي أمريكي، ولد في 1930 في بيغس في الولايات المتحدة، وتوفي في 17 يونيو 2012 في شريفبورت في الولايات المتحدة بسبب ذات الرئة. حزبياً، نشط في الحزب الديمقراطي.